# マニー・パッキャオ 対 ティモシー・ブラッドリー第1戦
マニー・パッキャオ 対 ティモシー・ブラッドリー戦（マニー・パッキャオ たい ティモシー・ブラッドリーせん）は、2012年6月9日にアメリカ合衆国ネバダ州ラスベガスのMGMグランド・ガーデン・アリーナで開催されたプロボクシングの試合。メインイベントでWBO世界ウェルター級王者マニー・パッキャオとWBO世界スーパーライト級王者ティモシー・ブラッドリーが対戦、『Perfect Storm』(パーフェクトストーム、最悪な事態)のキャッチフレーズが付いた興行。アメリカではHBOがペイ・パー・ビューでライブ中継し、日本ではWOWOW『エキサイトマッチ』が中継した(現地映像で)。試合はパッキャオペースに見えたが、スピードで強打を封殺したブラッドリーの僅差判定勝利で幕を閉じた。しかしメディアと主催したトップランクのCEOボブ・アラムが判定に遺憾の意を唱え、決着に疑惑が残る試合になった。

## 懸けられた王座から実現まで
WBO世界ウェルター級王者で世界6階級制覇を達成しているマニー・パッキャオが、挑戦者に1階級下のWBO世界スーパーライト級王者ティモシー・ブラッドリー迎え、WBO世界ウェルター級タイトルマッチとして行われた試合で、ブラッドリーの保持するWBO世界スーパーライト級王座は懸けられなかった。
前回パッキャオはライバルのファン・マヌエル・マルケス第3戦で2-0の僅差判定勝ちを上げたが、マルケスがペースを握っており判定は疑惑になった。
長年対戦を待望されていたフロイド・メイウェザー・ジュニアとの対戦が、2010年3月13日にダラスカウボーイズ・スタジアムかMGMグランド・ガーデン・アリーナかニューオーリンズのメルセデス・ベンツ・スーパードームのいずれかで開催されると発表されるが、メイウェザー・ジュニアが条件に上げたドラッグテストの実施を巡りパッキャオ側とお互いの意見が対立し、結局この試合は流れて、メイウェザーはパッキャオと以前対戦しているミゲール・コットにターゲットを変更した。
相手がなかなか見つからないパッキャオはミゲール・コットと再戦をする話を持ち掛けたが、スーパーウェルター級で世界王者になっておりウェルター級に階級を下げられないと断られる。元スーパーライト級統一世界王者ラモン・ピーターソンとファン・マヌエル・マルケスとダイレクトリマッチの話もあったが、ピーターソンはゴールデンボーイプロモーションズ所属で話がつかないのと同時に、薬物検査で陽性反応が出て出場停止を下されていて処分中だったため実現しなかった。一方のマルケスはブラッドリーの転向をにらみ2012年4月14日、セルゲイ・フェドチェンコとWBO世界スーパーライト級暫定王座決定戦を行い4階級制覇を達成したばかりだった。
結局ターゲットにした全ての相手との交渉がうまく行かない中手を上げたのがWBO世界スーパーライト級王者ティモシー・ブラッドリーだった。
ブラッドリーはデボン・アレクサンダーと対戦してスーパーライト級王座を統一し、ピーターソンと対戦して王座をまとめた。
その後ブラッドリーはアミール・カーンとの統一戦を断りトップランクに移籍した。2011年11月12日、パッキャオVSマルケス第3戦の前座でホエール・カサマヨールと対戦し8回2分59秒TKO勝ちでカサマヨールに引導を渡して4度目の防衛に成功して今回の対戦に至った。

## 試合
試合前の倍率は1-5とパッキャオの圧倒的有利でブラッドリーに初黒星が付くとの予想になった。
試合はパッキャオの優位で打撃とパワーでも優位に進め3人中2人がパッキャオの最初のラウンドを取った。2回にはブラッドリーが初回と違って積極的に攻めたため、3人中2人がブラッドリーを支持。
3回はパッキャオが攻勢を広げてパワーでも圧倒し3人のジャッジがパッキャオを支持した。4回はパッキャオが有利に進めブラッドリーがローブローでレフェリーから注意を受けてディフェンス中心の温存策を取った。5回にはパッキャオが攻撃的に試合を支配したがジャッジは、ブラッドリーが強打を封殺したのを見てブラッドリー優位のラウンドになった。
6回には手数の多さで押してブラッドリーを攻めてラウンドを獲得。7回は逆にブラッドリーが反撃を開始して、ジャブを効果的に使いパッキャオのカウンターパンチを当てさせなかった。8回はブラッドリーがパッキャオの反撃を抑えるため腕の動きを減らしジャブ中心の試合運びになり、7回に続き8回も連取した。9回にはブラッドリーが手数の大里スピードとコンビネーションでパッキャオをコントロールして、9ラウンドも獲得し3ラウンドを連取し10回も同じくブラッドリーが、パッキャオをコントロールして4ラウンド連取する試合運びになった。
11回はブラッドリーが勢いに乗り、試合を完全にコントロール。めったに後退しないパッキャオを後退させる場面を作り、パッキャオを応援していたファンの中からどよめきが起きた。最終12回は両者がレフェリーに促されるようにグローブをタッチ。そこから打ち合いになりファンを盛り上げた。残りわずかになった所でブラッドリーのパンチが当たり、パッキャオがぐらつく場面があったが、ダウンにつながらず試合終了。そのまま判定になった。
HBOのレーダーマンスコアは119-109と最終12回以外すべてのラウンドを獲得したパッキャオ有利の判定になった。その後マイケル・バッファーのコールで判定のコールが上がり、スプリントディジション(2-1)のコールが上がった時、ファンがざわつき始めまず1人目のジェリー・ロースのスコアが115-113とパッキャオ有利の声が上がった時はファンは大歓声が上がった。その次のC.J.ロスのジャッジは115-113でブラッドリー優位の声が上がるとブーイングが聞こえた。最後のデュエイン・フォードの115-113と発表され、ファンはパッキャオ勝利を確信に見えたが、ニューWBO世界ウェルター級チャンピオンのコールが上がると、大ブーイングが上がり騒然となった。騒然とする中でブラッドリーが2階級制覇を達成した。

## 判定を巡る騒動とダイレクトリマッチに向けて
この判定には不可解で、「ボクシング史上最悪な判定の一つ」と評する声も上がり、多くのボクシング関係者はパッキャオの大差～中差判定勝ちとスコアを付けていた。
主催したボブ・アラムは「ブラッドリーは讃えたいが、ボクシングに関わってこんな恥ずかしい思いをしたのは初めてだ。ジャッジは採点の仕方を知らないとしか言いようがない」「今日の試合は接戦ではない（明白なパッキャオの勝ちだった）」と怒り心頭だった。
HBOのレーダーマンジャッジとESPN.comの記者はともに119-110でパッキャオの勝ちと採点した。
ブラッドリーのマネージャーであるキャメロン・ダンキンですらも116-112でパッキャオ勝利とつけ、リング上で採点が発表される前にブラッドリー本人からも「精一杯やったけど勝てなかった」と告げられたとアラムは報道陣に話した。(しかし、この報道を見たブラッドリーは「絶対にそんなことは言わなかった、自分が勝ったと思ったのに、勝てなかったなんて言うわけ無いだろう」とアラムの話を否定。キャメロン・ダンキンも「このような事は絶対に発言していない、僅差だが115-113でブラッドリーが勝っていた」と激怒してアラムに猛抗議した。
なお、ブラッドリーが勝利した場合、11月10日に再戦を行うことが事前に契約で結ばれていたこともあり、試合後ブラッドリーは試合前の記者会見において再戦をアピールするために「俺が今回の試合で勝つことは間違いないから、もう第2戦に備えてこれを作ったよ」と言って「11月10日 会場: MGMグランド・ガーデン・アリーナ ブラッドリーvsパッキャオ 第2戦」と書かれた宣伝ポスターを独自に作成、さらに独自に作成した第2戦のリングサイド特大チケットを妻にプレゼントするなどのパフォーマンスを行っていた。
2012年6月13日、WBOは9日のWBO世界ウェルター級王座の防衛戦でブラッドリーの2-1の判定勝ちとした判定について精査を行うと明らかにした。WBOの国際ジャッジ5人によるビデオ検証の結果、5人全員がパッキャオ勝利を支持。しかし判定を覆すことはできないとして再戦を促した。

### 採点表
| 王座：WBO世界ウェルター級          | 王座：WBO世界ウェルター級          | 王座：WBO世界ウェルター級          | 王座：WBO世界ウェルター級          | 王座：WBO世界ウェルター級          |                                                           | 主審：ロバート・バード（ネバダ州）                        | 主審：ロバート・バード（ネバダ州）                        | 主審：ロバート・バード（ネバダ州）                        | 主審：ロバート・バード（ネバダ州）                        | 主審：ロバート・バード（ネバダ州）     |                                        | 立会人：イシュトヴァン・コバチ（ハンガリーWBOヨーロッパ部門会長） | 立会人：イシュトヴァン・コバチ（ハンガリーWBOヨーロッパ部門会長） | 立会人：イシュトヴァン・コバチ（ハンガリーWBOヨーロッパ部門会長） | 立会人：イシュトヴァン・コバチ（ハンガリーWBOヨーロッパ部門会長） | 立会人：イシュトヴァン・コバチ（ハンガリーWBOヨーロッパ部門会長） |
| 開催日：2012年6月9日               | 開催日：2012年6月9日               | 開催日：2012年6月9日               | 開催日：2012年6月9日               | 開催日：2012年6月9日               | 会場：ネバダ州ラスベガス・MGMグランド・ガーデン・アリーナ | 会場：ネバダ州ラスベガス・MGMグランド・ガーデン・アリーナ | 会場：ネバダ州ラスベガス・MGMグランド・ガーデン・アリーナ | 会場：ネバダ州ラスベガス・MGMグランド・ガーデン・アリーナ | 会場：ネバダ州ラスベガス・MGMグランド・ガーデン・アリーナ | 主催：トップランク                     | 主催：トップランク                     | 主催：トップランク                                                | 主催：トップランク                                                | 主催：トップランク                                                |                                                                   |                                                                   |
| マニー・パッキャオ                 | マニー・パッキャオ                 | 対                                 | ティモシー・ブラッドリー           | ティモシー・ブラッドリー           | マニー・パッキャオ                                        | マニー・パッキャオ                                        | 対                                                        | ティモシー・ブラッドリー                                  | ティモシー・ブラッドリー                                  | マニー・パッキャオ                     | マニー・パッキャオ                     | 対                                                                | ティモシー・ブラッドリー                                          | ティモシー・ブラッドリー                                          |                                                                   |                                                                   |
| RS                                 | TS                                 | 回                                 | TS                                 | RS                                 | RS                                                        | TS                                                        | 回                                                        | TS                                                        | RS                                                        | RS                                     | TS                                     | 回                                                                | TS                                                                | RS                                                                |                                                                   |                                                                   |
| 10                                 |                                    | 1                                  |                                    | 9                                  |                                                           | 10                                                        |                                                           | 1                                                         |                                                           | 9                                      |                                        | 9                                                                 |                                                                   | 1                                                                 |                                                                   | 10                                                                |
| 9                                  | 19                                 | 2                                  | 19                                 | 10                                 | 9                                                         | 19                                                        | 2                                                         | 19                                                        | 10                                                        | 10                                     | 19                                     | 2                                                                 | 19                                                                | 9                                                                 |                                                                   |                                                                   |
| 10                                 | 29                                 | 3                                  | 28                                 | 9                                  | 10                                                        | 29                                                        | 3                                                         | 28                                                        | 9                                                         | 10                                     | 29                                     | 3                                                                 | 28                                                                | 9                                                                 |                                                                   |                                                                   |
| 10                                 | 39                                 | 4                                  | 37                                 | 9                                  | 10                                                        | 39                                                        | 4                                                         | 37                                                        | 9                                                         | 10                                     | 39                                     | 4                                                                 | 37                                                                | 9                                                                 |                                                                   |                                                                   |
| 10                                 | 49                                 | 5                                  | 46                                 | 9                                  | 9                                                         | 48                                                        | 5                                                         | 47                                                        | 10                                                        | 9                                      | 48                                     | 5                                                                 | 47                                                                | 10                                                                |                                                                   |                                                                   |
| 10                                 | 59                                 | 6                                  | 55                                 | 9                                  | 10                                                        | 58                                                        | 6                                                         | 56                                                        | 9                                                         | 10                                     | 58                                     | 6                                                                 | 56                                                                | 9                                                                 |                                                                   |                                                                   |
| 9                                  | 68                                 | 7                                  | 65                                 | 10                                 | 9                                                         | 67                                                        | 7                                                         | 66                                                        | 10                                                        | 9                                      | 67                                     | 7                                                                 | 66                                                                | 10                                                                |                                                                   |                                                                   |
| 10                                 | 78                                 | 8                                  | 74                                 | 9                                  | 9                                                         | 76                                                        | 8                                                         | 76                                                        | 10                                                        | 9                                      | 76                                     | 8                                                                 | 76                                                                | 10                                                                |                                                                   |                                                                   |
| 10                                 | 88                                 | 9                                  | 83                                 | 9                                  | 10                                                        | 86                                                        | 9                                                         | 85                                                        | 9                                                         | 9                                      | 85                                     | 9                                                                 | 86                                                                | 10                                                                |                                                                   |                                                                   |
| 9                                  | 97                                 | 10                                 | 93                                 | 10                                 | 9                                                         | 95                                                        | 10                                                        | 95                                                        | 10                                                        | 9                                      | 94                                     | 10                                                                | 96                                                                | 10                                                                |                                                                   |                                                                   |
| 9                                  | 106                                | 11                                 | 103                                | 10                                 | 9                                                         | 104                                                       | 11                                                        | 105                                                       | 10                                                        | 10                                     | 104                                    | 11                                                                | 105                                                               | 9                                                                 |                                                                   |                                                                   |
| 9                                  | 115                                | 12                                 | 113                                | 10                                 | 9                                                         | 113                                                       | 12                                                        | 115                                                       | 10                                                        | 9                                      | 113                                    | 12                                                                | 115                                                               | 10                                                                |                                                                   |                                                                   |
| 計                                 | 115                                | –                                  | 113                                | 計                                 |                                                           | 計                                                        | 113                                                       | –                                                         | 115                                                       | 計                                     |                                        | 計                                                                | 113                                                               | –                                                                 | 115                                                               | 計                                                                |
| 副審：ジェリー・ロース（ネバダ州） | 副審：ジェリー・ロース（ネバダ州） | 副審：ジェリー・ロース（ネバダ州） | 副審：ジェリー・ロース（ネバダ州） | 副審：ジェリー・ロース（ネバダ州） | 副審：C.J.ロス（ネバダ州）                                | 副審：C.J.ロス（ネバダ州）                                | 副審：C.J.ロス（ネバダ州）                                | 副審：C.J.ロス（ネバダ州）                                | 副審：C.J.ロス（ネバダ州）                                | 副審：デュエイン・フォード（ネバダ州） | 副審：デュエイン・フォード（ネバダ州） | 副審：デュエイン・フォード（ネバダ州）                            | 副審：デュエイン・フォード（ネバダ州）                            | 副審：デュエイン・フォード（ネバダ州）                            |                                                                   |                                                                   |
| 処分：なし                         | 処分：なし                         | 処分：なし                         | 処分：なし                         | 処分：なし                         | 減点：なし                                                | 減点：なし                                                | 減点：なし                                                | 減点：なし                                                | 減点：なし                                                | 結果：ブラッドリーの判定勝利           | 結果：ブラッドリーの判定勝利           | 結果：ブラッドリーの判定勝利                                      | 結果：ブラッドリーの判定勝利                                      | 結果：ブラッドリーの判定勝利                                      |                                                                   |                                                                   |

## 主要アンダーカード・中継カード
- IBF世界ウェルター級王座決定戦ランドール・ベイリー(IBF世界同級2位)VSマイク・ジョーンズ(IBF世界同級1位):11回2分52秒KO勝ちでベイリーが新王者

- スーパーバンタム級10回戦ホルヘ・アルセ(WBO世界バンタム級王者)VSヘスス・ロハス(WBO世界バンタム級14位):2回9秒無効試合

- WBA世界スーパーバンタム級タイトルマッチギレルモ・リゴンドウ(王者)VSテオン・ケネディ(WBA世界スーパーバンタム級14位):5回1分11秒TKO勝ちでリゴンドウ3度目の防衛に成功